# Powiat Iławski
Der Powiat Iławski (Deutsch Eylau) ist ein Powiat (Kreis) im südwestlichen Teil der polnischen Woiwodschaft Ermland-Masuren. Er wird überwiegend von den Powiaten Ostróda (Osterode) im Osten sowie Nowe Miasto (Neustadt) im Süden umschlossen und stößt ferner mit kleinen Zipfeln an Elbląg (Elbing) im Norden sowie Działdowo (Soldau) im Südosten. Im Westen verläuft die Provinzgrenze von Ermland-Masuren; Iława grenzt hier größtenteils an Pommern, im Südwesten zu einem kleinen Teil zudem an Kujawien-Pommern.
Das Gebiet des Powiats umfasst große Teile des ehemaligen westpreußischen Landkreises Rosenberg i. Westpr. sowie den westlichen Teil des ehemaligen ostpreußischen Landkreises Mohrungen. Die Stadt Löbau gehörte bis 1920 zum westpreußischen Landkreis Neumark (Westpr.) und wurde am 10. Januar 1920 als Teil des polnischen Korridors dem polnischen Staat angegliedert. Die übrigen Gebiete gehörten bis 1945 zur preußischen Provinz Ostpreußen.

## Gemeinden
Der Powiat umfasst sieben Gemeinden, davon
zwei Stadtgemeinden
- Iława (Deutsch Eylau): 33.206 Einwohner
- Lubawa (Löbau): 10.374 Einwohner

drei Stadt-und-Land-Gemeinden
- Kisielice (Freystadt): 5941 Einwohner
- Susz (Rosenberg): 12.634 Einwohner
- Zalewo (Saalfeld): 6699 Einwohner

und zwei Landgemeinden
- Iława: 13.073 Einwohner
- Lubawa: 10.717 Einwohner.